# تصفيات كأس العالم 1990 (إفريقيا)
شهد جزء اتحاد أفريقيا لكرة القدم (كاف) من تصفيات كأس العالم 1990 منتخبات تتنافس على مقعدين في البطولة النهائية في إيطاليا.
26 منتخب إجمالاً دخل مرحلة التصفيات. رفضت الفيفا دخول منتخبي موريشيوس و‌موزمبيق بسبب ديونهما المالية المستحقة، مما جعل العدد 24 منتخبًا يتنافس على المقعدين. انسحبت منتخبات توغو و‌رواندا و‌ليسوتو بعد قرعة المرحلة الأولى، التي حدثت في 12 ديسمبر 1987، قبل لعب أي مباراة. فاز منتخب ليبيا في المرحلة الأولى وصعد إلى المرحلة الثانية ولكنه انسحب في منتصف الطريق عبر المرحلة، مما يعني إلغاء جميع نتائجه التي حققها.

## الشكل
- المرحلة الأولى: المنتخبات الثمانية الأفضل تصنيفًا حسب الفيفا وهي الجزائر و‌الكاميرون و‌الكونغو الديمقراطية و‌المغرب و‌ساحل العاج و‌كينيا و‌مصر و‌نيجيريا، ودعت المرحلة الأولى وصعدت إلى المرحلة الثانية مباشرةً. المنتخبات الستة عشر الباقية لعبت مباريات خروج المغلوب ذهابًا وإيابًا. المنتخبات الفائزة ستتأهل إلى المرحلة الثانية.
- المرحلة الثانية: المنتخبات الفائزة من المرحلة الأولى انضمت للمنتخبات الصاعدة مسبقًا وانقسمت إلى أربع مجموعات مكونة من أربعة منتخبات. لعبت المنتخبات مباريات ذهاب وإياب. أوائل المجموعات ستتأهل إلى المرحلة النهائية.
- المرحلة النهائية: المنتخبات الأربع المتبقية لعبت مباريات خروج المغلوب ذهابًا وإيابًا. المنتخبات الفائزة ستتأهل إلى نهائيات كأس العالم 1990.

## المرحلة الأولى
ثمان مباريات خروج المغلوب (من جولتين)، تجري بين 16 منتخب ذوي التصنيف الأقل من ضمن المنتخبات الأفريقية. انسحاب ثلاثة منتخبات قللت عدد المباريات إلى 5 مباريات. المنتخبات الفائزة صعدت إلى دور المجموعات للمرحلة الثانية.
| الفريق الأول | إجم. | الفريق الثاني | مباراة الذهاب | مباراة الإياب |
| ------------ | ---- | ------------- | ------------- | ------------- |
| أنغولا       | 2–1  | السودان       | 0–0           | 2–1           |
| زيمبابوي     | م.أ. | ليسوتو        | –             | –             |
| زامبيا       | م.أ. | رواندا        | –             | –             |
| أوغندا       | 2–3  | مالاوي        | 1–0           | 1–3           |
| ليبيا        | 3–2  | بوركينا فاسو  | 3–0           | 0–2           |
| غانا         | 0–2  | ليبيريا       | 0–0           | 0–2           |
| تونس         | 5–3  | غينيا         | 5–0           | 0–3           |
| الغابون      | م.أ. | توغو          | –             | –             |
| الجزائر      | صعد  |               |               |               |
| الكاميرون    | صعد  |               |               |               |
| مصر          | صعد  |               |               |               |
| ساحل العاج   | صعد  |               |               |               |
| كينيا        | صعد  |               |               |               |
| المغرب       | صعد  |               |               |               |
| نيجيريا      | صعد  |               |               |               |
| زائير        | صعد  |               |               |               |

## المرحلة الثانية
المنتخبات التي صعدت من المرحلة الأولى قد انضمت للمنتخبات ذات الترتيب الأفضل للفيفا. انقسمت المنتخبات إلى أربع مجموعات مكونة من أربعة منتخبات ولعبت مبارتي ذهاب وإياب، وأوائل المجموعات سيتأهلون إلى الجولة النهائية.
| عنوان تفسيري                       |
| ---------------------------------- |
| منتخبات تأهلت إلى المرحلة النهائية |

### المجموعة أ
| فريق       | لعب                    | ف                      | ت                      | خ                      | له                     | عليه                   | ف.أ                    | نقاط                   |
| ---------- | ---------------------- | ---------------------- | ---------------------- | ---------------------- | ---------------------- | ---------------------- | ---------------------- | ---------------------- |
| الجزائر    | 4                      | 3                      | 1                      | 0                      | 6                      | 1                      | +5                     | 7                      |
| ساحل العاج | 4                      | 1                      | 2                      | 1                      | 5                      | 1                      | +4                     | 4                      |
| زيمبابوي   | 4                      | 0                      | 1                      | 3                      | 1                      | 10                     | −9                     | 1                      |
| ليبيا      | انسحب بعد مباراة واحدة | انسحب بعد مباراة واحدة | انسحب بعد مباراة واحدة | انسحب بعد مباراة واحدة | انسحب بعد مباراة واحدة | انسحب بعد مباراة واحدة | انسحب بعد مباراة واحدة | انسحب بعد مباراة واحدة |

|            | الجزائر | ساحل العاج | زيمبابوي |
| ---------- | ------- | ---------- | -------- |
| الجزائر    | –       | 1 – 0      | 3 – 0    |
| ساحل العاج | 0 – 0   | –          | 5 – 0    |
| زيمبابوي   | 1 – 2   | 0 – 0      | –        |

لعب المنتخب الليبي مباراة واحدة في هذه المجموعة قبل الانسحاب من المسابقة، ملغيةً كل نتائجه.

### المجموعة ب
| فريق    | لعب | ف | ت | خ | له | عليه | ف.أ | نقاط |
| ------- | --- | - | - | - | -- | ---- | --- | ---- |
| مصر     | 6   | 3 | 2 | 1 | 6  | 2    | +4  | 8    |
| ليبيريا | 6   | 2 | 2 | 2 | 2  | 3    | −1  | 6    |
| مالاوي  | 6   | 1 | 3 | 2 | 3  | 4    | −1  | 5    |
| كينيا   | 6   | 1 | 3 | 2 | 2  | 4    | −2  | 5    |

|         | مصر   | كينيا | ليبيريا | مالاوي |
| ------- | ----- | ----- | ------- | ------ |
| مصر     | –     | 2 – 0 | 2 – 0   | 1 – 0  |
| كينيا   | 0 – 0 | –     | 1 – 0   | 1 – 1  |
| ليبيريا | 1 – 0 | 0 – 0 | –       | 1 – 0  |
| مالاوي  | 1 – 1 | 1 – 0 | 0 – 0   | –      |

### المجموعة ج
| فريق      | لعب | ف | ت | خ | له | عليه | ف.أ | نقاط |
| --------- | --- | - | - | - | -- | ---- | --- | ---- |
| الكاميرون | 6   | 4 | 1 | 1 | 9  | 6    | +3  | 9    |
| نيجيريا   | 6   | 3 | 1 | 2 | 7  | 5    | +2  | 7    |
| أنغولا    | 6   | 1 | 2 | 3 | 6  | 7    | −1  | 4    |
| الغابون   | 6   | 2 | 0 | 4 | 5  | 9    | −4  | 4    |

|           | الكاميرون | نيجيريا | أنغولا | الغابون |
| --------- | --------- | ------- | ------ | ------- |
| الكاميرون | –         | 1 – 0   | 1 – 1  | 2 – 1   |
| نيجيريا   | 2 – 0     | –       | 1 – 0  | 1 – 0   |
| أنغولا    | 1 – 2     | 2 – 2   | –      | 2 – 0   |
| الغابون   | 1 – 3     | 2 – 1   | 1 – 0  | –       |

### المجموعة د
| فريق   | لعب | ف | ت | خ | له | عليه | ف.أ | نقاط |
| ------ | --- | - | - | - | -- | ---- | --- | ---- |
| تونس   | 6   | 3 | 1 | 2 | 5  | 5    | 0   | 7    |
| زامبيا | 6   | 3 | 0 | 3 | 7  | 6    | +1  | 6    |
| زائير  | 6   | 2 | 2 | 2 | 7  | 7    | 0   | 6    |
| المغرب | 6   | 1 | 3 | 2 | 4  | 5    | −1  | 5    |

|        | تونس  | زامبيا | زائير | المغرب |
| ------ | ----- | ------ | ----- | ------ |
| تونس   | –     | 1 – 0  | 1 – 0 | 2 – 1  |
| زامبيا | 1 – 0 | –      | 4 – 2 | 2 – 1  |
| زائير  | 3 – 1 | 1 – 0  | –     | 0 – 0  |
| المغرب | 0 – 0 | 1 – 0  | 1 – 1 | –      |

## المرحلة النهائية
أوائل المجموعات الأربعة من المرحلة الثانية انقسموا على اثنين. الفائز من المرحلة النهائية تأهل لكأس العالم 1990.
| الجزائر | 0 – 0 | مصر |
| ------- | ----- | --- |
|         |       |     |

| مصر    | 1 – 0 | الجزائر |
| ------ | ----- | ------- |
| حسن 4' |       |         |

فازت مصر 1–0 في مجموع المبارتين وتأهلت لكأس العالم 1990.
| الكاميرون                | 2 – 0 | تونس |
| ------------------------ | ----- | ---- |
| مفيديه 54' · كوندي 90+1' |       |      |

| تونس | 0 – 1 | الكاميرون |
| ---- | ----- | --------- |
|      |       | بييك 14'  |

فازت الكاميرون 3–0 في مجموع المبارتين وتأهلت لكأس العالم 1990.

## وصلات خارجية
- منطقة أفريقيا في موقع فيفا
- تصفيات كأس العالم 1990 - أفريقيا في RSSSF.com